# Silicon Graphics

SGI-Logo bis 2009

Silicon Graphics International (SGI) war ein US-amerikanischer Hersteller von Computern, die besonders auf dem Gebiet der grafischen Darstellung leistungsstark sind (Grafik-Workstation). SGI initiierte die OpenGL-Spezifikation und ist Mitglied des Architecture Review Board von OpenGL. Noch heute ist OpenGL eine registrierte Marke des Unternehmens.

## Geschichte
Gegründet wurde das Unternehmen durch Jim Clark im November 1981 unter kalifornischem Recht und im Januar 1990 nach Delaware verlegt. Das Unternehmen verwertete Clarks Verfahren zur beschleunigten Darstellung dreidimensionaler Bilder mittels spezialisierter Soft- und Hardware, sogenannter geometry pipelines. Ab 1982 stellte SGI Grafikterminals her, ging aber später zu anderen Geschäftsfeldern über.
Die ersten hergestellten Terminals sollten an DEC-VAX-Computer angeschlossen werden. SGI verwendete Motorola-68000-Mikroprozessoren mit einer UNIX-Portierung von UniSoft als Betriebssystem unter dem Namen GL2 zur Steuerung des Terminals. Spätere Systeme verwendeten mit IRIX eine unternehmenseigene Variante des Unix-Betriebssystems; die aktuellen Produktreihen sind für den Betrieb unter Linux ausgelegt.
Die 3X30-Workstation war in der Lage, ohne Unterstützung eines Großcomputers eine komplette 3D-Computeranimation zu rendern. Die Workstation war mit zwei, für die damalige Zeit üppigen, 300-MB-Festplatten, einem Bandlaufwerk und einem 10-MBit-Netzwerkadapter ausgestattet.
Mit der Einführung der 4D-Reihe im Jahr 1987 ging SGI dazu über, MIPS-RISC-Mikroprozessoren zu verwenden. Damit wurde die Leistung gesteigert, mehr Arbeitsspeicher konnte adressiert werden, und die mathematischen Berechnungen konnten weitestgehend über die Hardware abgewickelt werden. Mit dieser Baureihe erwarb sich SGI den Ruf des bekanntesten Herstellers von Grafik-Workstations zum Rendern von Trickfilmen und Animationen.
1992 übernahm SGI den Prozessorhersteller MIPS Computer Systems Inc. und veröffentlichte den ersten 64-Bit-MIPS-Mikroprozessor, den R4000, neben dem Alpha-Prozessor einer der ersten 64-Bit-Mikroprozessoren überhaupt. In der Zeit wurde auch beschlossen, mit Nintendo zusammen an „Projekt Reality“ zu arbeiten.
Im Februar 1996 kaufte SGI das Unternehmen Cray Research und verwertete die Rechte an Namen wie CrayLink für die eigene ccNUMA-Technologie. Die Cray-Technologien flossen erst in die folgende Baureihe ein, die Origin 3000. Nachdem der Name Cray an Tera Computer weiterverkauft worden war und prompt die Umfirmierung in Cray Inc. erfolgte, wurde CrayLink in NUMAlink umbenannt.
2001 schloss SGI seinen Produktionsstandort in Cortaillod, Kanton Neuenburg, in der Schweiz, der auch als europäisches Hauptquartier gedient hatte.
Mit der enormen technischen Entwicklung von Desktop-PCs und deren Grafikfähigkeiten hatte sich SGI auf die Herstellung von Servern für Digitales Video und Webserver spezialisiert. Die eigene CPU-Architektur MIPS wurde nicht mehr weiterentwickelt, ebenso das eigene Unix-Derivat IRIX. Das IRIX-Filesystem XFS wurde als Open Source/GPL freigegeben.
Ebenso wurden Lösungen für Höchstleistungsrechnen (Cluster) und massiv Parallele Systeme auf Basis von Linux-Betriebssystemen entwickelt.
2009 übernahm Rackable Systems SGI nach Insolvenz.
Am 1. November 2016 übernahm Hewlett Packard Enterprise (HPE) die Silicon Graphics International für 275 Millionen US-Dollar und ergänzte damit sein Portfolio im Bereich Höchstleistungsrechnen.

## Produkte

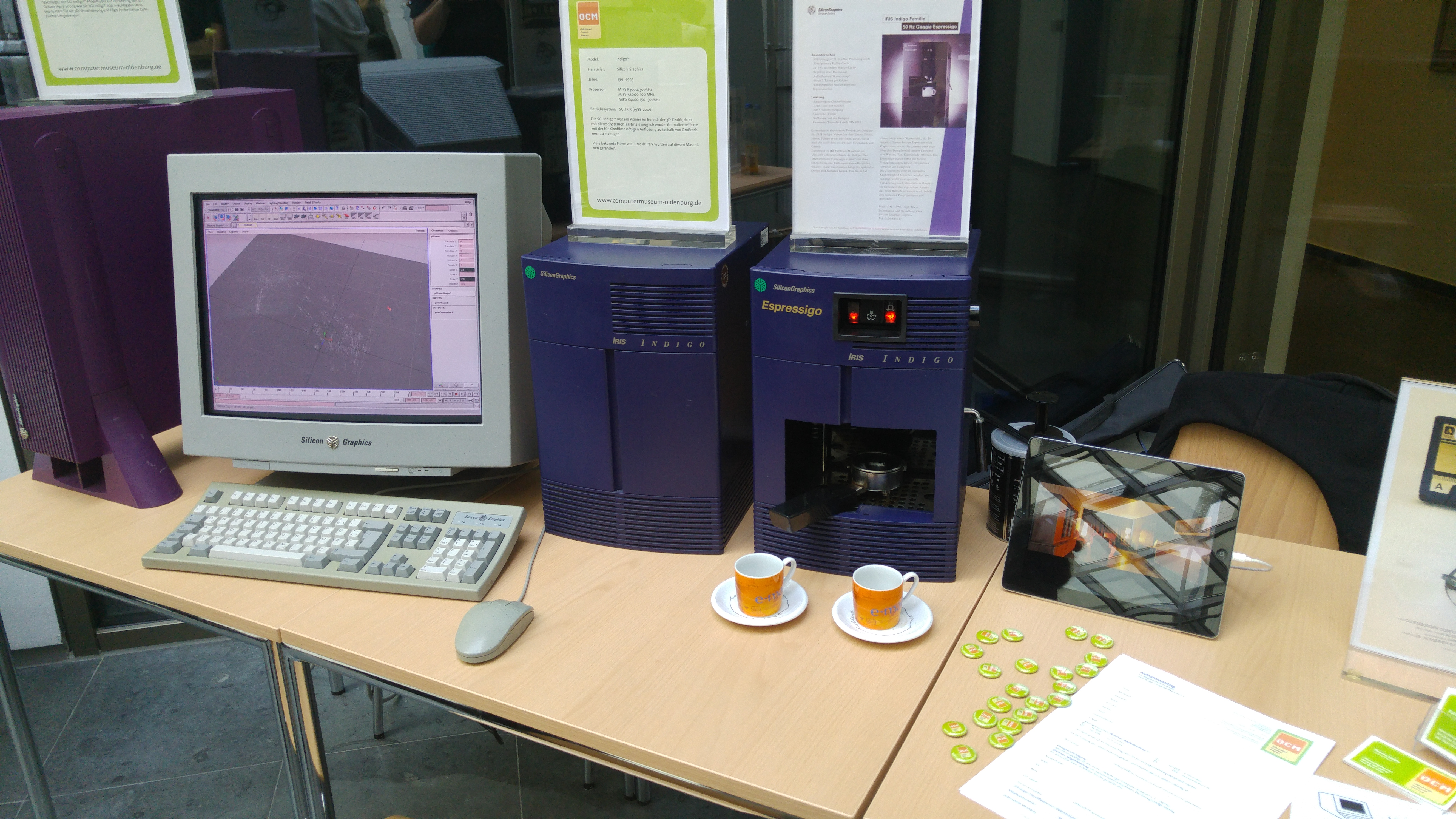
SGI Indigo (links) und SGI Espressigo Espressomaschine

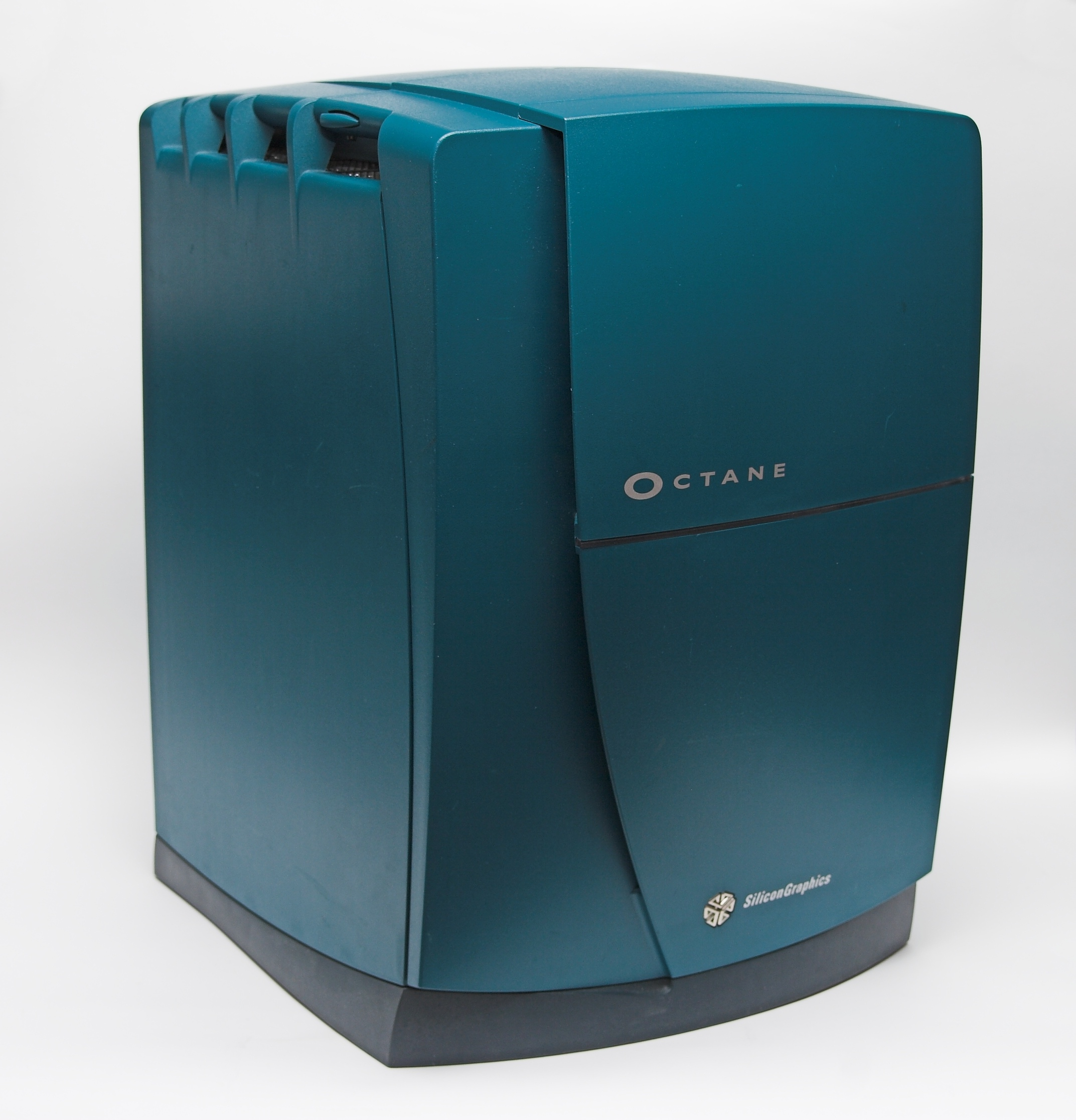
SGI Octane Workstation

Bevor das Unternehmen in wirtschaftliche Schwierigkeiten kam, stellte es erfolgreich High-End-Grafik-Workstations her. SGI-Server und -Workstations mit einer MIPS-CPU liefen unter dem Betriebssystem IRIX.
Zu den bekanntesten Computern von SGI gehören die Modelle „Indy“, „Indigo“, „Indigo2“, „O2“, „Octane“, „Octane2“, „Fuel“, „Tezro“, „Onyx“ und „Origin“.
Mit dem Modell Origin 2000, das 1996 eingeführt wurde, stellte SGI ihr erstes ccNUMA-System vor. Die ccNUMA-Technologie erlaubt den Bau von Computersystemen mit sehr vielen Prozessoren, bei der Origin2000 bis zu 512 MIPS R10000, R12000 oder R14000. Seither basieren alle SGI-Computer mit mehr als zwei Prozessoren auf der ccNUMA-Technologie.
Wird eine Origin 2000 mit einer oder mehreren InfiniteReality-Grafikmodulen zu einem „Grafik-Supercomputer“ gekoppelt, entsteht eine Onyx2. Diese Systeme fanden weit verbreiteten Einsatz in der Film- und Videoproduktion, in Simulationsumgebungen oder bei der Messdatenanalyse.
SGI unterstützte die Entwicklung des Betriebssystems Linux, indem das Unternehmen zahlreiche Projekte wie Samba unterstützte und Code als Open Source bereitstellte, darunter z. B. das Dateisystem XFS. Diese Unterstützung hat sich mit der Einführung von Servern mit CPUs aus der Intel/IA64-Architektur intensiviert.
Diese Altix genannten Server basieren auf der gleichen NUMAlink-Technologie wie die Origin-3000-Systeme, sind aber statt mit MIPS-R14000/16000-CPUs mit Intel-Itanium- bzw. Itanium-2-Prozessoren bestückt. Die größte Altix kann 512 Itanium-2-Prozessoren enthalten.
Obwohl sich das Unternehmen seit seinen wirtschaftlichen Schwierigkeiten auf den Servermarkt konzentrierte und somit aus dem Geschäftsfeld der Grafik-Workstations ausstieg, wiesen die Server von SGI bemerkenswerte Grafikleistungen auf. So waren ursprünglich auch für die Altix-Systeme Grafikerweiterungen verfügbar, wodurch diese zu einem Prism-System ausgebaut werden konnten. Mit Prism-Systemen war es durch die Multiprozessortechnologie möglich Echtzeit-3D-Animationen (mit Verfahren wie z. B. Raytracing) zu erstellen, die zu aufwändig für die Berechnung mit damals gängigen Grafikkarten waren.

## Hardwareprodukte nach Kategorien

### Motorola 68k
- IRIS 1000
- SGI IRIS|IRIS 2000
- SGI IRIS|IRIS 3000

### MIPS

#### Workstations

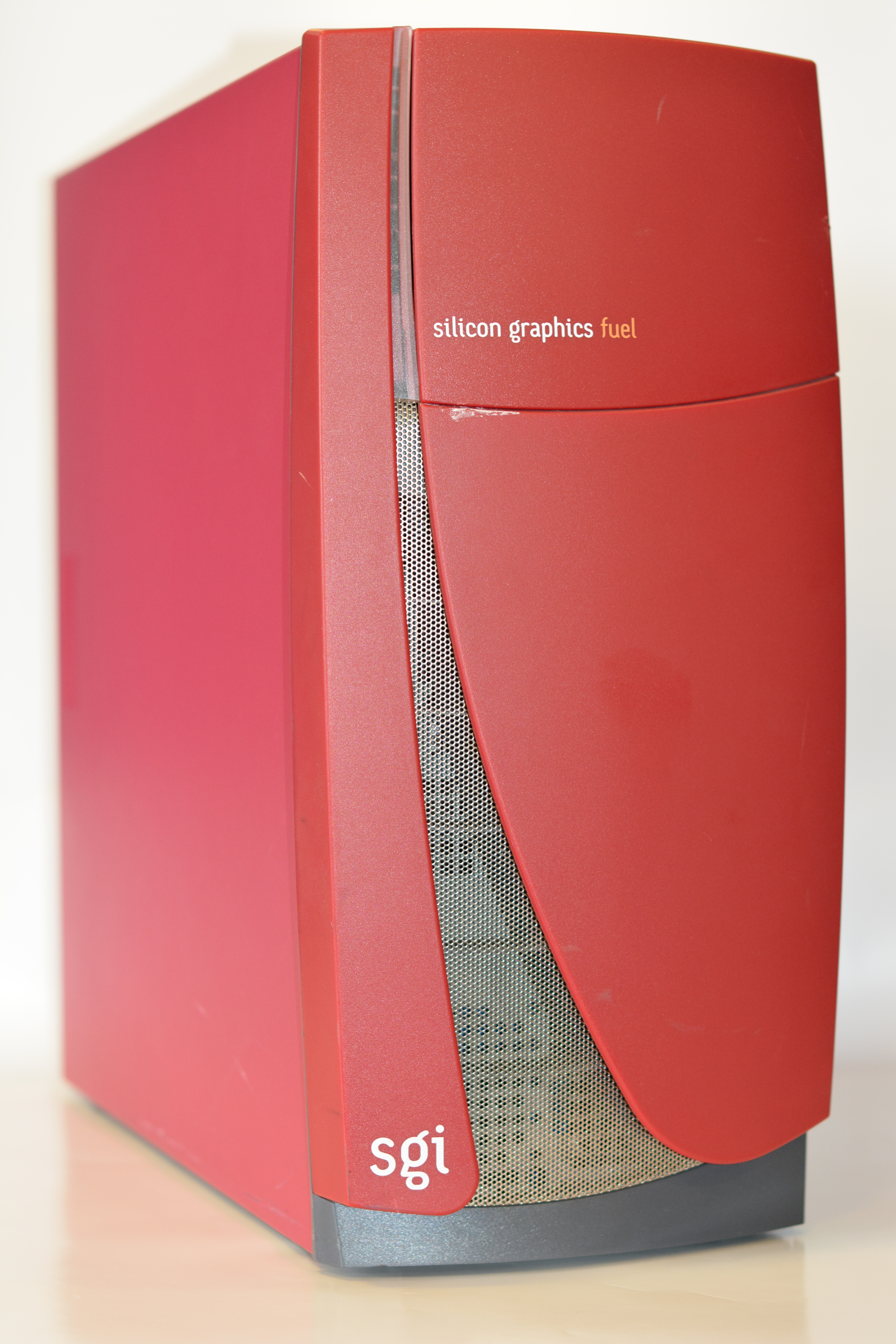
SGI Fuel

- Professional IRIS series (IRIS 4D/50/60/70/80/85)
- Personal IRIS series (IRIS 4D/20/25/30/35)
- IRIS Power Series (IRIS 4D/1x0/2x0/3x0/4x0)
- IRIS Crimson (Workstation / Server)
- IRIS Indigo series (Indigo, Indigo R4000)
- Indigo² series (Indigo², Power Indigo², Indigo² R10000)
- Indy workstation
- O2/O2+ Workstation
- Octane workstation
- Octane2 workstation
- Fuel entry-level workstation
- Tezro high-end workstation

#### Server
- Challenge S (Desktopserver)

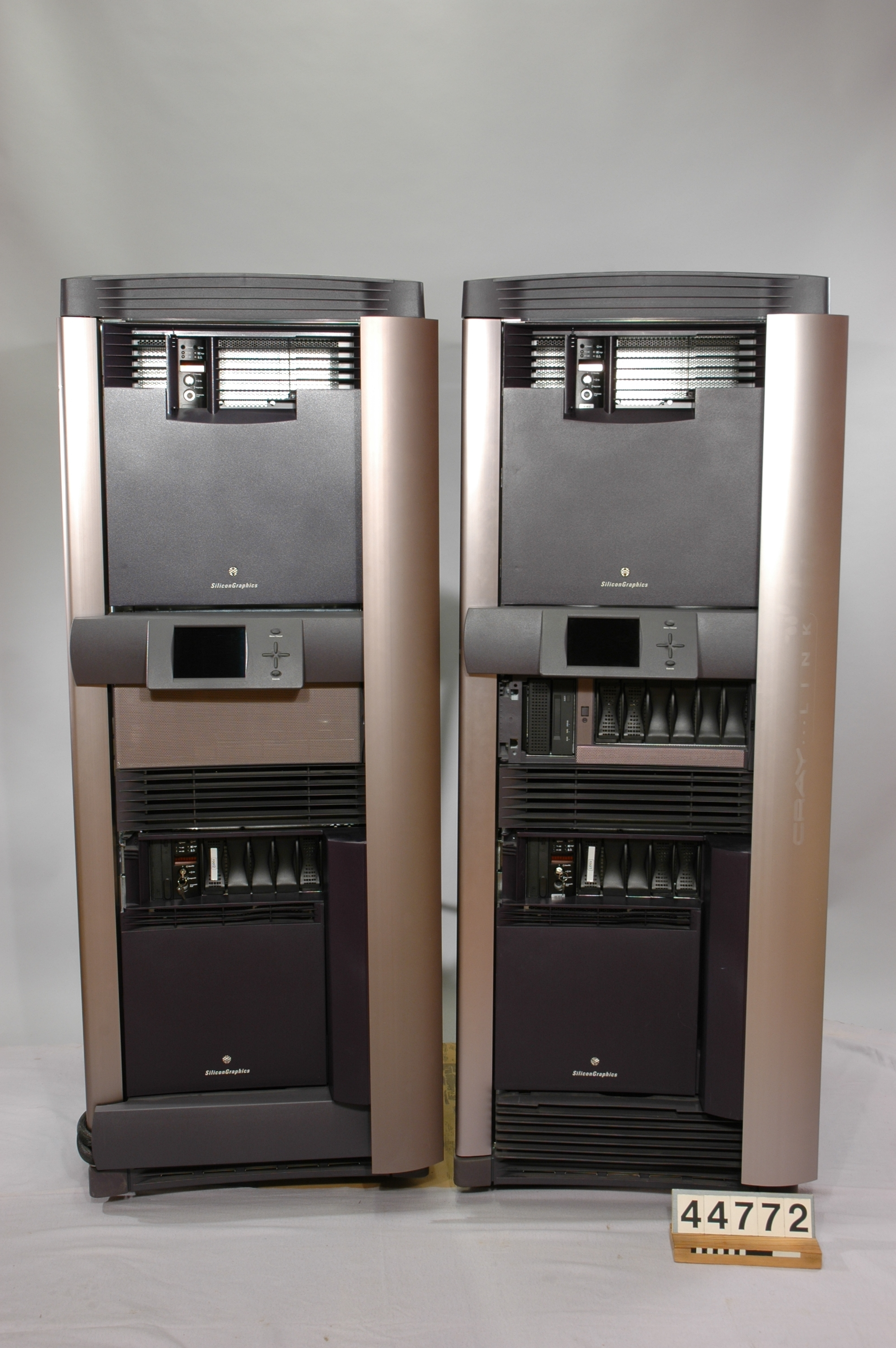
SGI Onyx 2 and Origin 2000

- Challenge M/Power Challenge M (Desktopserver)
- Challenge DM (Server)
- Challenge L/Power Challenge/Challenge 10000 (Server)
- Challenge XL/Power Challenge XL (Rackserver)
- Origin 200 (Server)
- Origin 2000 (High-End Server)
- Origin 300 (Server)
- Origin 350 (Mid-Range Server)
- Origin 3000 (High-End Server)

#### Visualisierung
- Onyx
- Power Onyx
- Onyx 10000
- Onyx2
- Onyx 350
- Onyx 3000
- Onyx4
- SkyWriter

### Intel IA-32

#### Workstations

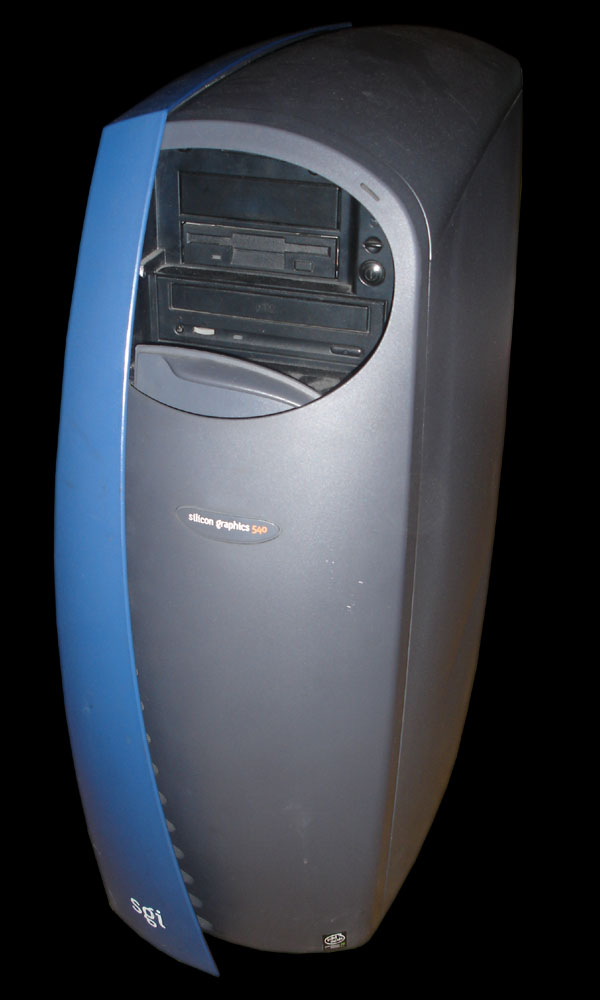
SGI 540 Visual Workstation

- SGI 320 Visual Workstation (Windows NT)
- SGI 540 Visual Workstation (Windows NT)
- SGI 230 Workstation (Linux/Windows NT)
- SGI 330 Workstation (Linux/Windows NT)
- SGI 550 Workstation (Linux/Windows NT)
- SGI Zx10 Visual Workstation (Windows)
- SGI Zx10 VE Visual Workstation (Windows)

#### Server
- SGI Zx10 Server (Windows)
- SGI 1100 server (Linux/Windows)
- SGI 1200 server (Linux/Windows)
- SGI 1400 server (Linux/Windows)
- SGI 1450 server (Linux/Windows)
- SGI Internet Server (Linux)
- SGI Internet Server für E-commerce (Linux)
- SGI Internet Server für Messaging (Linux)

### Itanium
- SGI 750 (Workstation)
- Altix 330 (Server)
- Altix 350 (Server)
- Altix 3000 (Server)
- Altix 450 (Server)
- Altix 4000 (bis zu 2048 CPUs)
- Prism (Echtzeit Raytracing)

### Hochleistungsrechnen
- SGI ICE Massiv Parallele Systeme
- SGI UV („Ultra Violet“) Cluster

### Intel/AMD x86-64
- Altix XE210 (Server)
- Altix XE240 (Server)
- Altix XE310 (Server)
- Altix XE1200 (Cluster)
- Altix XE1300 (Cluster)
- Altix ICE 8200 (Cluster)
- Altix ICE 8400 (Cluster)
- Virtu VN200 (Visualization-Node)
- Virtu VS100 (Workstation)
- Virtu VS200 (Workstation)
- Virtu VS300 (Workstation)
- Virtu VS350 (Workstation)

### FPGA-basiert
- RASC Application Acceleration

### Massenspeicher
- InfiniteStorage 10000
- InfiniteStorage 6700
- InfiniteStorage 4600
- InfiniteStorage 4500
- InfiniteStorage 4000
- InfiniteStorage 350
- InfiniteStorage 220
- InfiniteStorage 120
- InfiniteStorage NEXIS 500
- InfiniteStorage NEXIS 2000
- InfiniteStorage NEXIS 7000
- InfiniteStorage NEXIS 7000-HA
- InfiniteStorage NEXIS 9000
- InfiniteStorage Server 3500

### Bildschirme
- 1600SW
- GDM-5411
- GDM-4011P

## Wirtschaftliche Probleme und Niedergang
Im Februar 2006 wurde klar, dass SGI mit starken Finanzierungsschwierigkeiten zu kämpfen hat. Das Unternehmen meldete der US-Börsenaufsicht SEC, dass es kurz vor dem Konkurs stehe. Am 8. Mai 2006 wurde bekannt, dass SGI Gläubigerschutz nach US-Insolvenzrecht (Chapter 11) beantragt hatte. Am 17. Oktober 2006, nach weniger als sechs Monaten, konnte sich das Unternehmen wieder aus dem Gläubigerschutz befreien, indem neue Aktien an Gläubiger und Teile des Managements verteilt wurden und gleichzeitig die alten Aktien wertlos wurden. SGI stellte die Produktion des Betriebssystems IRIX zum 29. Dezember 2006 ein und konzentrierte sich künftig auf das Geschäft mit den unter Linux betriebenen Servern.
Am 1. April 2009 beantragte SGI erneut Gläubigerschutz. Rackable Systems übernahm das insolvente Unternehmen und firmierte ab Mai 2009 selbst weiter als Silicon Graphics International. Mit der Übernahme durch Hewlett Packard Enterprise im November 2016 endete die Geschichte des Unternehmens und damit auch des Namens Silicon Graphics.